# ینگی قشلاق (شهرستان قره‌سو)
ینگی قشلاق (به لاتین: Jangy-Kyshtak) یک روستا در قرقیزستان است که در شهرستان قره‌سو (قرقیزستان) واقع شده‌است. ینگی قشلاق ۱۱٬۶۴۷ نفر جمعیت دارد.